# 緘默 (DC漫畫)
緘默（英語：Hush）是一名出現於DC漫畫的虛構超級反派角色，由傑夫·洛布與吉姆·李所創作。角色首次登場於《蝙蝠俠》第609期（2003年1月）。

## 人物
緘默本名為湯瑪士·「湯米」·艾略特，出生在高譚市四大家族之一的艾略特家族中，是布魯斯·韋恩自小就認識的世交好友，名字也跟從布魯斯的父親湯瑪士·韋恩。兩人在遊玩時，湯米就教導過布魯斯要設身處地的用他人的角度去思考，這樣才能取得先機致勝，這觀念深深地影響著日後成為蝙蝠俠的布魯斯。
但實際上，湯米十分厭惡自己的父母。看似和樂的家庭中，父親羅傑·艾略特整日揮霍無度、无所事事，只要稍有不如意就虐待自己的妻儿；而母親瑪莉亞出身貧寒得以嫁入豪门，為了證明其與湯米配得上艾略特這個姓氏，牢牢地控制著兒子的一切舉動；這也造成湯米的反社會人格。他為了擺脫父母，暗中對自家的車動過手腳，意圖讓父母意外在車禍裡身亡，還以便繼承父母的龐大家產。然而，他的如意算盤卻失敗，父親雖然在車禍中身亡，母親卻被身為醫師的湯瑪士·韋恩救回。為此，他開始暗恨韋恩家族，並在韋恩夫婦身亡後將這股恨意轉移到布魯斯·韋恩身上。
長大成人的湯瑪士成為一名世界級的外科醫生，而在同時，他發現蝙蝠俠的真實身分就是布魯斯·韋恩的秘密，於是他在自己的臉上纏上繃帶，自稱「緘默」，開始與蝙蝠俠的對手們合作，並提供他們意見讓他們去對付蝙蝠俠。

## 能力
緘默本身沒有超能力，但他對蝙蝠俠十分的了解，而且心狠手辣，有著出色戰略與戰術的他曾策動蝙蝠俠的老對手們用全新的方式去對抗蝙蝠俠，而且效果卓越。
他同時也是個高明的外科醫生，在世界上有著顯著的地位，尤其在整形手術上有著超凡的成果。
為了向蝙蝠俠「復仇」，緘默特意鍛鍊過自己的格鬥能力，使其有著專家級的水準。他更是個出色的神槍手。
透過自己的整形手術技巧，緘默能輕易的偽裝成他人，他曾就此扮演成布魯斯·韋恩。

## 其他媒體

### 電視劇
- 《萬惡高譚市》：年輕時的湯米·埃利奧特在第一季的「The Mask」當集中登場，是少年布魯斯·韋恩的同學。由Cole Vallis飾演。

### 電影
- 《蝙蝠俠：緘默》（2019）

### 電子遊戲
- 《DC 超級英雄 Online》：由J. Shannon Weaver配音。
- 樂高蝙蝠俠系列：
  - 《樂高蝙蝠俠》：達成條件後可解鎖使用[1]。
  - 《樂高蝙蝠俠2：DC超級英雄》：由Nolan North配音。
  - 《樂高蝙蝠俠3：飛越高譚市》：由Nolan North配音[2]。
- 蝙蝠俠：阿卡漢系列：同樣由蝙蝠俠的配音演員凱文·康羅伊配音[3]
  - 《蝙蝠俠：阿卡漢瘋人院》：可以在瘋人院醫療部門手術室的白板上看到湯瑪斯·埃利奧特醫生的排班表。
  - 《蝙蝠俠：阿卡漢城市》：在附加任務「身份竊賊」（Identity Theft）中登場。在這個版本中，湯瑪士同樣策劃對布魯斯·韋恩實施報復，擔起「身份竊賊」來隨機抓受害人來割下其臉龐，最後一點一點拼湊成布魯斯·韋恩的臉龐後，割棄自己的臉而戴上冒充其身份。他躲藏在阿卡漢城市裏的數個月期間完成該傑作，但他也在棄屍時被蝙蝠俠注意到，最後對找到其住處的蝙蝠俠展現自己的新臉龐後，聲言自己出此下策是為了「復仇」，最後在蝙蝠俠隔著鐵門的注視下離去。
  - 《蝙蝠俠：阿卡漢騎士》：在附加任務「知心朋友」（Friend in Need）中登場，並延續「身份竊賊」的故事。湯瑪士經過一年的靜養而痊癒新臉龐上的刀疤，於是趁稻草人攻擊城市時走進韋恩集團大樓，挾持盧修斯·福克斯做人質。當蝙蝠俠到場後，湯瑪士承認自己策劃父母的車禍與等等事情，於是蝙蝠俠當著他拿下面具、以布魯斯·韋恩的身份讓他自己選擇。就在湯瑪士在驚訝並緊張之餘，蝙蝠俠找準時機奪下他的槍而制伏他。由於湯瑪士知道蝙蝠俠的身份，蝙蝠俠沒辦法將他帶到警局，而湯瑪士最後則被關進大樓的牢房裏等待審判。

## 另見
- 蝙蝠俠：缄默